# Rusia en el Festival de la Canción de Eurovisión Junior 2018
Rusia participará en el Festival de Eurovisión Junior 2018, representados por Anna Filipchuk y un tema llamado "Nepobedimy". 

## Akademiya Eurovision
El 3 de junio de 2018 tuvo lugar la preselección rusa para Eurovisión Junior 2018 en Artek, Crimea. No obstante, se emitió un día más tarde en Karusel TV. Las canciones habían sido publicadas el 27 de mayo de 2018.

### Final
La vencedora de la final fue Anna Filipchuk, de 13 años, con un tema llamado "Nepobedimy".
| N.º | Artista               | Canción                                      | Total | Plaza |
| --- | --------------------- | -------------------------------------------- | ----- | ----- |
| 01  | Arkadiy Yevtushenko   | "Ya zdes" (Я здесь)                          | 9.8%  | 2     |
| 02  | DoDoStar              | "Poslushay" (Послушай)                       | 9.23% | 3     |
| 03  | Ivan Starikov         | "Neutomimye" (Неутомимые)                    | 9.13% | 4     |
| 04  | Elizaveta Kuklishina  | "Mechta moya" (Мечта моя)                    | 7.6%  | 10    |
| 05  | Aleksandra Kirilchuk  | "Family tree"                                | 7.79% | 8     |
| 06  | Diana Smykova         | "Barabum" (Барабум)                          | 7.69% | 9     |
| 07  | Tatyana Melnichenko   | "Schastye na ladonyakh" (Счастье на ладонях) | 7.88% | 7     |
| 08  | Anya Yakubuk          | "Vselennaya" (Вселенная)                     | 8.85% | 5     |
| 09  | Michelle Zadorozhnaya | "Podelis mechtoy" (Поделись мечтой)          | 6.64% | 12    |
| 10  | Matrëshki             | "Vse mezhdu nami" (Всё между нами)           | 7.31% | 11    |
| 11  | Anna Filipchuk        | "Nepobedimy" (Непобедимы)                    | 9.91% | 1     |
| 12  | Evelina Mazurina      | "Poy dushoy" (Пой душой)                     | 8.17% | 6     |

## Información de artista

### Anna Filipchuk
Anna Filipchuk es una cantante rusa, representará a Rusia en Eurovisión Junior 2018 con "Nepobedimy".